# David Lopez (Boxer)
David Lopez (* 24. November 1977 in Nogales, Mexiko; † 6. Juli 2017 ebenda) war ein mexikanischer Boxer. Er war unter anderem 2011 WM-Herausforderer der WBA im Halbmittelgewicht.

## Karriere
David Lopez bestritt sein Profidebüt am 18. Mai 1995. Im August 1999 gewann er die mexikanische Meisterschaft im Halbschwergewicht gegen Manuel Verde und im Oktober 1999 den NABA-Titel der WBA gegen David Méndez, ehemaliger WBO-WM-Herausforderer von Lonnie Bradley.
Im Juli 2000 verlor er gegen den späteren WBA-Weltmeister Maselino Masoe, gewann jedoch im Februar 2001 erneut die mexikanische Meisterschaft gegen Eduardo Ayala, den er auch schon in zwei vorherigen Begegnungen besiegt hatte. Gegen Fernando Zúñiga gewann er zudem im Juli 2003 den IBA-Americas-Titel im Mittelgewicht und bezwang im November 2003 den bis dahin ungeschlagenen Lonnie Bradley, sowie im April 2004 den ebenfalls unbesiegten Jerson Ravelo. Am 8. August 2004 besiegte er Quirino García beim Kampf um den IBA-Weltmeistertitel im Mittelgewicht, verlor ihn aber in der ersten Verteidigung an Fulgencio Zuñiga.
Im Mai 2005 besiegte er Danny Perez beim erneuten Gewinn des IBA-Americas-Titels und im Juni 2006 den späteren WBC-WM-Herausforderer Epifanio Mendoza, wodurch er Titelträger der NABF im Mittelgewicht wurde. Im März 2007 konnte er Rocky Montoya beim Kampf um die Lateinamerikanische Meisterschaft der WBC im Mittelgewicht besiegen. Im August 2007 schlug er zudem den ehemaligen WBA-WM-Herausforderer Larry Marks.
Im Juni 2008 besiegte er den ungeschlagenen Michael Walker und im August 2008 Billy Lyell, welcher 2010 WM-Herausforderer des deutschen IBF-Weltmeisters Sebastian Sylvester wurde. Im Oktober 2008 wurde er gegen Samuel Miller erneut Lateinamerika-Meister der WBC im Mittelgewicht. Durch weitere Siege gegen Ossie Duran und Saul Roman wurde er Karibischer Meister der WBC und qualifizierte sich für einen WM-Ausscheidungskampf der WBA gegen Michel Rosales, den er am 19. März 2011 gewann.
Am 11. Juni 2011 boxte er gegen Austin Trout um die WBA-Weltmeisterschaft im Halbmittelgewicht, verlor den Kampf jedoch nach Punkten. Anschließend bestritt er nur noch sechs Kämpfe, von denen er nur zwei gewinnen konnte. Unter anderem verlor er noch gegen Jose Uzcategui.

## Tod
Im Juli 2017 wurde David Lopez in einem Fahrzeug in Nogales erschossen aufgefunden. Der Mordfall reiht sich in eine Serie von tödlichen Gewaltdelikten mit ähnlichem Ablauf gegen mexikanische Boxer in ihrem Heimatland ein: Zwischen Dezember 2016 und Juni 2018 wurden auch die WM-Herausforderer Alejandro González junior und Gilberto Parra, sowie der Olympiateilnehmer Raúl Castañeda in ihren Fahrzeugen erschossen.